# شلن

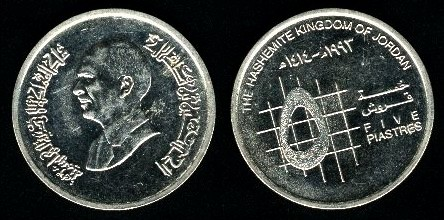
في مصر والأردن، تعني كلمة شلن خمسة قروش

الشلن (بالإنجليزية: Shilling) عملة تستخدم في عدد من الدول التي استعمرها الإنجليز في السابق.
- شلن السلطنة القعيطية.
- سلطنة الكثيرية.
- شلن سلطنة عفرارية.
- شلن صومالي.
- شلن صوماليلاندي.
- شيلينغ كيني.
- المملكة الاردنية الهاشمية.
- سكيلينج أو شلن اسكندنافي